# Glycérol déshydrogénase (accepteur)
La glycérol déshydrogénase (accepteur) est une oxydoréductase qui catalyse la réaction :
Glycérol + accepteur  {\displaystyle \rightleftharpoons }  dihydroxyacétone + accepteur réduit.
Cette enzyme utilise la pyrroloquinoléine quinone (PQQ) comme cofacteur.